# Disfagia esofagea
Per disfagia esofagea in campo medico, si intende una disfagia legata a problematiche esofagee, ovvero una disfunzione consistente nella difficoltà ad un corretto transito del bolo nel lume esofageo.

## Eziologia
Le cause possono essere di due tipi: meccanico-ostruttive, o dovute ad una discinesia esofagea (anomalia motoria).

### Cause ostruttive
Per quanto riguarda le forme ostruttive, oltre alle normali stenosi (restringimento del dotto esofageo), vi sono altre cause meno frequenti:
- Aneurisma aortico
- Disfagia lusoria
- Neoplasia polmonare e torcacica

### Altre cause
Alcune patologie causano un'alterazione della funzionalità neuromuscolare interessante l'esofago, come l'acalasia, dove si manifesta l'incapacità di rilasciamento dello sfintere esofageo inferiore. Anche la sclerodermia può causare tale disturbo.

## Diagnosi
Per escludere la presenza di una massa tumorale si procede con endoscopia (EGDS); la valutazione è solitamente accompagnata da una videofluoroscopia (pasto baritato), valutazioni manometriche esofagee, e, di frequente, Ph-metria (per la valutazione di eventuali reflussi gastroesofagei).